# Polo (apellido)
El apellido Polo, también Pole o Pôle, es un apellido de origen griego que ya consta desde fines del siglo V a. C. y es uno de los más antiguos. En el caso de España el apellido proviene de Francia e Inglaterra.

## Historia
Sus orígenes se remontan a los primeros años de la Edad Media, aunque se cita ya a un Polo, que vivió a fines del siglo V (a. C.) contemporáneo de Sócrates, filósofo que cita Platón y era originario de Agrigeluto, en la isla de Sicilia. También aparece otro Polo, un actor griego muy famoso que se distinguió en tiempos de Pericles.
En el caso del linaje Polo en España según los expertos, es atribuido a Francia, situando su origen en Aquitania desde donde pasó a Inglaterra y de este país a España en el siglo XIII (citado numerosas veces en la literatura inglesa).
Aparece en los archivos de los condes de Salisbury, de los Duques de Suffilk y los Duques de Wanwock, y también en el mausoleo en que yacen los restos del Cardenal Raimundo Polo, estando los de este linaje emparentados con la casa real inglesa, en la dinastía de los Plantagenet a la que perteneció el célebre rey Ricardo, "Corazón de León". 
Existe constancia de que Raymond Pole, o Polo, de la estirpe de los Plantagenet, fue sobrino nieto del rey de Inglaterra anteriormente citado, Ricardo. Este caballero inglés pasó a España en 1.192 y durante el siglo XIII prestó sus servicios con su hijo Martín en las primeras campañas de la Reconquista de los monarcas aragoneses, don Pedro y don Jaime I, llamado "el Conquistador". Sus descendientes, ya nacidos en España, ayudaron en la conquista de Valencia, por lo que fueron igualmente premiados con privilegios de tierras. Otra hipótesis es su origen en Italia, ya que en la región de Venecia , el apellido Polo es muy común . El más famoso de los Polo de Italia ha sido el viajero y explorador “ Marco Polo” que visitó China en el siglo XIV. 
Está muy extendido por toda Europa y tiene muchos variantes: Pole, Paulot, Paulo, Polot, Paullo, Paolo, Pollot...